# Zonnepark TT Assen
Het Zonnepark TT Assen is gelegen nabij het TT-circuit, 3,5 kilometer ten zuidwesten van Assen in de Nederlandse provincie Drenthe. Het zonnepark telt 21.000 zonnepanelen die een vermogen hebben van 5,64 megawatt. Het project is tot stand gekomen door een samenwerking van GroenLeven, Bovemij, Drentste Energie Organisatie, Tamoil, TT Circuit Assen en ABN AMRO en levert sinds juni 2016 energie. Het grootste deel van de energie gaat naar Tamoil; het circuit zelf neemt 10% van de stroom af.
Het zonnepark heeft een dubbelfunctie: het dient tevens als overdekking voor de parkeerplaats van de motoren. Het zonnepark kan onderdak bieden aan ongeveer 14.000 motoren.